# Geoparc Orígens

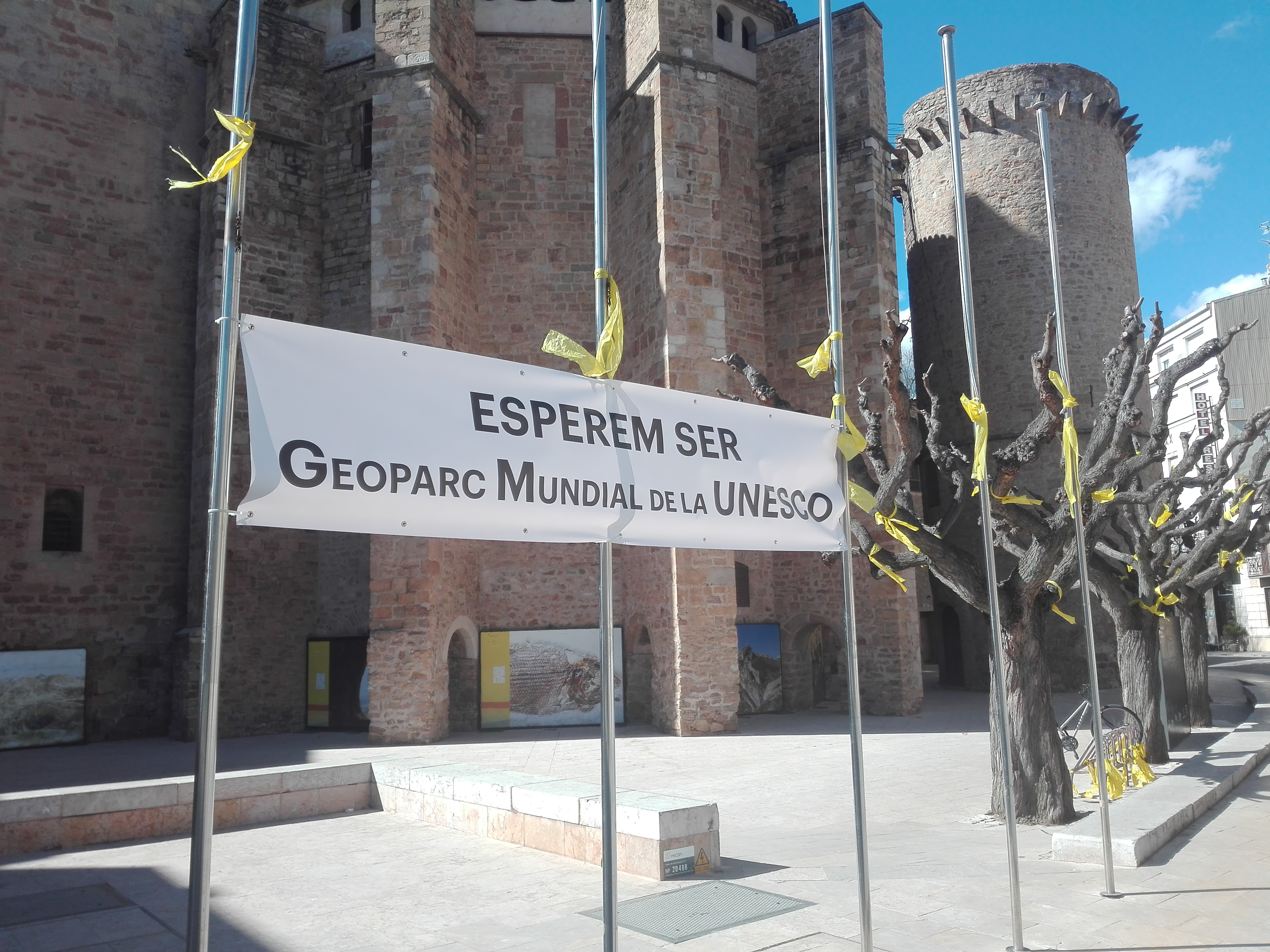
Pancarta a Tremp reivindicant el geoparc

El Geoparc Orígens (anteriorment conegut com Geoparc Conca de Tremp-Montsec) és un geoparc català, creat el 2018. És un projecte de desenvolupament sostenible social i econòmic adreçat als habitants del territori, que es fonamenta en els valors i la conservació del patrimoni geològic i miner.
Va ser declarat geoparc mundial per la UNESCO el 17 d'abril de 2018, la qual en va exposar la seva riquesa geològica i paleontològica, el patrimoni natural, històric i cultural d'aquest espai. Està integrat per 19 municipis de quatre comarques diferents: el Pallars Jussà (14), la Noguera (3), el Pallars Sobirà (1) i l'Alt Urgell (1).
El geoparc consta de 2.000 quilòmetres quadrats i la seva riquesa natual i paisatgística permet explicar la història de la zona des de fa 550 milions d'anys.